# Jimmy Smith

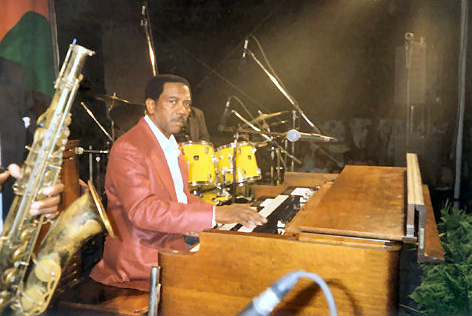
Jimmy Smith vid sin hammondorgel.

Jimmy Smith, född 8 december 1928 i Norristown, Pennsylvania, USA, död 8 februari 2005, var en amerikansk jazzorganist. 
Smith var influerad av både gospel och blues. Han blev först känd när hans skivor började spelas i jukeboxarna på 1950-talet. Under 1960 och 1970-talet var han med och skapade musikstilar som senare blev funk och soul jazz. 